# Edmond de Sélys Longchamps

Escut d'armes de Sélys Longchamps

El baró Michel Edmond de Sélys Longchamps (25 maig 1813 – 11 desembre 1900) fou un polític liberal belga i científic.
Selys-Longchamps va ser considerat com l'autoritat més gran del món en odonats.
La seva riquesa i influència li van permetre abastar una de les millors col·leccions d'insectes de Neuroptera i descriure moltes espècies de tot el món. La seva col·lecció es troba al Reial Institut Belga de Ciències Naturals.
Va ser l'autor de Monographie des Libellulidées d'Europa (1840) i Faune Belge (1842).
Va ser educat a casa i mai a la Universitat, però es va convertir en l'estudiant líder d'Odonata (mundial), Neuroptera (mundial) i Orthoptera (principalment Europa). També va ser ornitòleg.
Fou representant liberal al Parlament belga; el 1846 es va convertir en regidor de Waremme; el 1855 va entrar al Senat de Bèlgica i finalment va ser elegit president del Senat belga des de 1880 - 1884.
El seu primerenc interès per les aus es mostra en un llibre de dibuixos en color d'espècies belgues, pintat quan tenia 16 anys.
Va mantenir un interès permanent per l'ornitologia i va reunir, en un museu ornitològic a Waremme, col·leccions molt grans d'aus, tant europees com exòtiques i que inclouen un Gran gavot i un ou.
També estava interessat pels petits mamífers.
Als 18 anys (1831) va publicar el seu primer article científic, una llista dels insectes de Lieja i el 1837 una llista de libèl·lules i papallones i arnes de Bèlgica.
A partir d'aquesta data van aparèixer un flux continu de documents sobre Odonata.
Les obres sobre els odonats es van anar succeint.
El 1845 Selys-Longchamps es va reunir i va començar una col·laboració amb Hermann August Hagen.
Selys és l'autor correctament atribuït de més de 1.000 espècies, un nombre enorme en comparació amb Hagen i més de la meitat de les espècies conegudes.
Conscient de ser un "Homme distret" Selys sovint posava noms a espècies no descrites en la seva col·lecció (nomina nuda). Això molt més tard va portar confusions de nomenclatura.
Selys va ser un viatger empedreït que va passar llargues temporades en la majoria de països europeus on va ser membre honorari de gairebé totes les societats entomològiques europeus, entre ells la Royal Entomological Society que el va honrar el 1871. Va ajudar a fundar la Royal Belgian Entomological Society el 1856.
Va acumular la major col·lecció de Neuroptera i Orthoptera del món incorporant les col·leccions de Pierre André Latreille, Jules Pièrre Rambur, Jean Guillaume Audinet-Serville, i Félix Édouard Guérin-Méneville.
Va escriure més de 250 treballs, alguns dels quals són obres mestres. La seva col·lecció és al Reial Institut Belga de Ciències Naturals, encara que hi ha altres documents de Selys en molts altres museus (per exemple al Museu d'Història Natural de la Universitat d'Oxford. Va morir a Lieja.

## Obres
Odonata
- 1840. Monographie des Libellulidées d'Europe Brussels, 220 pages.

- 1850 with Hermann August Hagen. Revue des odonates ou Libellules d'Europe. Mémoires de la Société Royale des Sciences de Liége 6:1-408. Downloadable at Gallica

- 1853. Synopsis des Calopterygines. Bulletin de l'Académie royale des Sciences de Belgique (1)20:1-73 (reprint 1-73).

- 1854. Synopsis des Gomphines. Bulletin de l'Académie royale des Sciences de Belgique 21:23-114.

- 1858. Monographie des Gomphines. Mémoires de la Société Royale des Sciences de Liége 9:1-460, 23 pls.

- 1862. Synopsis des agrionines, seconde légion: Lestes. Bulletin de l'Académie royale des Sciences de Belgique (2)13:288-338 (reprint 1-54).

- 1871. Synopsis des Cordulines. Butlletí de l'Académie royale des Ciències de Belgique (2)31:238-316;519-565.

- 1876. Synopsis des agrionines, cinquième légion: Agrion (suite). Le genre Agrion. Bulletin de l'Académie royale des Sciences de Belgique (2) 41:247-322, 496-539, 1233-1309 (reprint 1-199).

- 1883. Synopsis des Aeschnines. Première partie: Classification. Bulletin de l'Académie royale des Sciences de Belgique 3(5):712-748.

Ocells
- Observations sur les phénomènes périodique du règne animal, et particulièrement sur les migrations des oiseaux en Belgique, de 1841 à 1846 Mémoires de l'Académie Royale des Sciences, des Lettres et des Beaux-Arts de Belgique 21 pdf from GDZ[Enllaç no actiu]

General
- Faune belge. Première partie. Indication méthodique des mammifères, oiseaux, reptiles et poissons, observés jusqu'ici en Belgique. Faune Belge i-xii + 1-310 (1842)